# Aristea elliptica
Aristea elliptica là một loài thực vật có hoa trong họ Diên vĩ. Loài này được Goldblatt & A.P.Dold mô tả khoa học đầu tiên năm 2005.